# Дарко Цвијетић
Дарко Цвијетић (Приједор, 11. јануар 1968) је босанскохерцеговачки и српски песник, писац, режисер и драматург.

## Биографија
Рођен 11. јануара 1968. године у приједорском насељу Љубија (Рудник). Одрастао и школовао се у Приједору. Често наводи као једног од узора Ивана Обренова.
Пише поезију, есеје, кратке приче, режисер је и драматург приједорског Позоришта. Песме су му превођене на неколико светских језика: француски, енглески, немачки, словеначки, хебрејски, албански, мађарски, пољски, македонски и јидиш. Уређује књижевнички блог под називом Hypomnemata. Члан је два друштва: П.Е.Н. Центра Босне и Херцеговине и Друштва писаца БиХ.
Песме из његова збирке Јежене кожице, које је на пољски превео Милош Валигорски (пољ. Miłosz Waligórski) нашла се у избору за европску награду Европски песник слободе (пољ. Europejski Poeta Wolności) чије је финале 2020. године, док ће 2019. године читава збирка бити преведена на пољски језик у оквиру тог фестивала.
На порталу Номад уређује рубрику поезија под називом Ко то тамо пева.
Објављивао је у часописима: Књижевна реч (Београд), Литература (Љубљана), Qуорум (Загреб), Сплит Мајнд (Сплит), Одјек (Сарајево), Поља (Нови Сад), Кораци (Крагујевац), Повеља (Краљево), Реч (Београд), Поезија (Београд), Живот (Сарајево), Сарајевске свеске и друге. 
Учесник је свих важнијих књижевних фестивала (као што су Сарајевски дани поезије, Шопови дани на Пливи, Слово Горчина у Стоцу). Дневничке записе објављивао на порталу Бука и Слободна Европа.

## Дела
- Ноћни Горбачов, 1990, Београд;
- Хименица, 1996, Београд;
- Манифест Младе Босне, 2000, Нови Сад;
- Passport for Sforland, 2004, Бања Лука;
- Масовне разгледнице из Босне, 2012, Бања Лука;
- Конопци с отиском врата, 2013, Мостар;
- Мали ексхуматорски есеји, 2015, Бања Лука – Београд.
- Емотикони у Виберу, 2016. Сарајево
- Параолимпијске химне, 2017. двојезично, Љубљана
- Јежене кожице, 2017. Зеница
- " Шиндлеров лифт", 2018. Сарајево - Загреб
- Снијег је добро пазио да не падне, 2019. В.Б.З., Загреб
- Што на поду спаваш, 2020, роман, Buybook, Сарајево
- Ноћна стража, 2021, кратке приче, Buybook, Загреб/Сарајево
- Накупине страха, 2023, сабране пјесме, Buybook, Загреб /Сарајево
- Шум, Шумарице, драма, Спомен-парк "Крагујевачки октобар", Крагујевац, 2023.
- Превише ми то. Осам девојчица, 2024. роман, Buybook, Загреб/Сарајево

## Одабране позоришне режије
- Није човјек ко не умре, Велимир Стојановић, 1991.
- Српска драма, Синиша Ковачевић, 1995.
- Мандрагола, Н.Макијавели, 1997.
- Галеб, павиљон 6, по А.П. Чехову, 2003.
- На чијој страни, Роналд Харвуд, 2007.
- Квартет, Роналд Харвуд, 2012.
- Феничанке, материјали, ауторски пројекат, 2013.
- Генерација без кости, ауторски пројекат, 2015.
- Бунар, Радмила Смиљанић, 2016.

## Одабране позоришне улоге
- Раскољников, ЗЛОЧИН И КАЗНА,Ф.М. Достојевски, режија Градимир Гојер, 2007.
- Борис Давидович, ГРОБНИЦА ЗА БОРИСА ДАВИДОВИЧА, Данило Киш, режија Градимир Гојер, 2009.
- Естрагон, ЧЕКАЈУЋИ ГОДОА,Семјуел Бекет, режија Раденко Билбија
- Clow, КРАЈ ПАРТИЈЕ, Семјуел Бекет, режија Драгољуб Мутић